# Пирятинський провулок (Київ)
Пиря́тинський прову́лок — провулок у Печерському районі міста Києва, місцевість Звіринець. Пролягає від Ломаківської вулиці до тупика.

## Історія
Пирятинський провулок виник у 50-і роки XX століття. Сучасна назва на честь міста Пирятин Полтавської області — з 1955 року.